# Fairy Tail
Fairy Tail (フェアリーテイル, slovensko Vilin rep) je manga, ki jo je napisal in ilustriral Hiro Mašima. Manga, ki pripoveduje o mladi čarovnici Lucy, je žanrsko klasificirana kot akcija, pustolovščina, komedija in fantazija. Izhajati je začela v letu 2006, leta 2009 pa je bila serija adaptirana tudi kot anime. 

## Zgodba
17-letna Lucy Heartfilia je mlada čarovnica, ki s pomočjo zvezdnih ključev odpira vrata v drugo dimenzijo in priklicuje zvezdne duhove (angl. Stellar spirits). Ko zaradi problemov s strogim in nerazumnim očetom zbeži od doma, se odpravi na potovanje po kraljestvu Fiore v iskanju lepšega življenja. Na poti spozna prijaznega, a rahlo ognjevitega fanta po imenu Natsu Dragneel, ki skupaj s svojim letečim mačkom Happyjem išče zmaja Igneela. Kmalu po njunem srečanju Lucy ugrabi ognjeni čarovnik Bora, ki se izdaja za znanega ognjenega čarovnika Salamandra iz enega najbolj znanih čarovniških cehov v kraljestvu, Fairy Tail. S svojimi prevarami Bora izvablja mlada dekleta zato, da jih kasneje lahko proda kot sužnje. Ko Natsu izve za njegovo prevaro, ga premaga in reši Lucy ter ji razkrije, da je pravzaprav on Salamander iz Fairy Taila, ognjeni čarovnik s starodavnimi močmi, ki se lahko kosajo celo z zmajevimi.
Natsu ji ponudi možnost, da se pridruži čarovniškemu cehu, katerega član je sam, in Lucy ponudbo sprejme. Skupaj z Natsujem, Happyjem, ledenim čarovnikom Grayjem in čarovnico Erzo, ki obvladuje orožja in oklepe, Lucy formira moštvo in se z njimi odpravlja na raznolike naloge in misije, ki jih Fairy Tail ponuja.

## Mediji

### Manga
Fairy Tail je bil prvič objavljen 23. avgusta 2006 v japonski manga reviji Weekly Shōnen Magazine, kjer od takrat praviloma izhaja vsak teden in je zaenkrat še v teku. Posamezna poglavja so zbrana ter ponovno izdana v tankōbon formatu, in izhajajo pod okriljem Kodanše, ki je do decembra 2010 izdala 209 poglavij v skupno 24 zvezkih. Vsak zvezek vsebuje od 8 do 9 poglavij, razen prvega, ki vsebuje 4 poglavja. Manga je prav tako licencirana v angleškem jeziku in je začela izhajati 25. marca 2008 v Severni Ameriki pod okriljem Del Ray Mange, ki je do septembra 2010 izdala 12 zvezkov. Kasneje je izdajanje angleške verzije mange prevzel Kodansha Comics, ki trinajsti zvezek napoveduje za maj 2011.
Poleg glavne zgodbe je od začetka nastanka mange izšlo tudi deset dodatnih poglavij, od tega eno sponzorirano s strani Coca Cole. V letu 2010 sta izšli tudi dve krajši zgodbi, prav tako pa tudi uradna knjiga Fairy Tail+, ki je izšla 17. maja 2010. V novembru 2008 je v Weekly Shōnen Magazine izšel tudi crossover z mango Flunk Punk Rumble.

### Anime
12. oktobra 2009 je televizijska hiša TV Tokyo v sodelovanju z A-1 Pictures in Satelight začela predvajati istoimenski anime na osnovi mange. Sprva je bilo mišljeno, da bi se anime zaključil po enem letu z 48. epizodo, vendar se bo zaradi njegove popularnosti nadaljeval vsaj še eno leto. V drugi sezoni se dogajanje nadaljuje po dogodkih, ki so se zaključili s prvo sezono, prav tako pa je bilo predstavljenih nekaj novih karakterjev in čarovniških cehov. Trenutno je bilo prikazanih 63 epizod, v pripravljanju pa so epizode vsaj do 72.
V animeju je bilo vključno do zadnje predvajane epizode prikazanih šest začetnih ter končnih tematskih pesmi:

#### Začetne tematske pesmi
1. FUNKIST: "Snow fairy" (epizode 1-11)
2. Idoling!!!: "S.O.W. Sense of Wonder (S.O.W.センスオブワンダー)" (epizode 12-24)
3. FUNKIST: "ft." (epizode 25-35)
4. SuG: "R.P.G. ~Rockin' Playing Game" (epizode 36-48)
5. Magic Party: "Egao No Mahou" (epizode 49-60)
6. +Plus: "Fiesta" (epizode 61-)

#### Končne tematske pesmi
1. Watarirouka Hashiri Tai: "Kanpeki gu~no ne (完璧ぐ～のね)" (epizode 1-11)
2. onelifecrew: "Tsuioku Merry-Go-Round (追憶メリーゴーランド)" (epizode 12-24)
3. Shiho Nanba: "Gomen ne, Watashi. (ごめんね, 私。)" (epizode 25-35)
4. Mikuni Shimokawa: "Kimi ga Iru Kara (君がいるから)" (epizode 36-48)
5. Daisy X Daisy: "HOLY SHINE" (epizode 49-60)
6. w-inds: "Be As One" (epizode 61-)

Decembra 2010 je Weekly Shōnen Magazine napovedal tudi prvi animiran film z naslovom Welcome to Fairy Hills (slov. Dobrodošli na vilinskih hribih), ki bo v formatu DVD izšel 15. aprila 2011. Animiran film, ki se ne bo navezoval na glavno nit zgodbe, bo govoril o Lucyinih prigodah na vilinskih hribih, majhnem posestvu v lasti čarovniškega ceha Fairy Tail. Dogajanje v animiranem filmu bo povzeto iz istoimenskega dodatnega poglavja.

### Video igre
Akcijska videoigra z naslovom Fairy Tail: Portable Guild je bila prvič predstavljena na Tokyo Game Show leta 2009. Igra je izšla 3. junija 2010, izdal pa jo je Konami. 22. junija 2010 pa je izšla borilna igra z naslovom Fairy Tail Gekitou! Madoushi Kessen za platformo Nintendo DS.

### Glasba
Od julija 2010 sta bili izdani dve originalni diskografiji, ki sta dosegljivi v CD formatu. Prva, z naslovom Fairy Tail Original Soundtrack Vol. 1, je bila izdana 6. januarja 2010 in vsebuje 36 pesmi, ki so bile uporabljene v prvi sezoni animeja. 7. julija 2010 je bila izdana druga diskografija z naslovom Fairy Tail Original Soundtrack Vol. 2, ki prav tako vsebuje 36 pesmi iz druge sezone animeja. Obe diskografiji je sestavil in uredil Yasuharu Takanashi. Razen diskografij so bili izdani tudi singli glavnih likov. Prvi, ki vključuje Natsa in Grayja, je bil izdan 17. februarja 2010, med tem ko je drugi z Lucy in Happyjem izšel 3. marca 2010.

## Odlikovanja in priznanja
Na Japonskem je bil peti zvezek mange Fairy Tail na lestvici najboljših deset mang uvrščen na sedmo mesto, po izidu šestega zvezka pa je bil ponovno uvrščen na sedmo mesto. About.com je Fairy Tail označil za najboljši shōnen manga leta 2008. Manga je leta 2009 dobil Kodansha Manga Award za shōnen manga. Leta 2009 je prav tako dobil nagrado Society for the Promotion of Japanese Animation's Industry za najboljši komični manga.